# Avions Voisin C25
Pour les articles homonymes, voir Avions Voisin et C25.
Une Avions Voisin C25 ou Avions Voisin Type C25 est une voiture de prestige, de l'ancien avionneur et constructeur automobile français Avions Voisin. Présentée au Mondial de l'automobile de Paris 1934, elle est fabriquée à 28 exemplaires jusqu'en 1937.

## Historique
À la fin de la Première Guerre mondiale, Gabriel Voisin reconverti son industrie pionnière de constructeur d'avion Voisin frères d'Issy-les-Moulineaux près de Paris, en industrie de voiture de prestige Avions Voisin, pour concurrencer les marques d’élite de l'époque Bugatti, Hispano-Suiza, Isotta Fraschini, Bentley, et autres Rolls-Royce... 

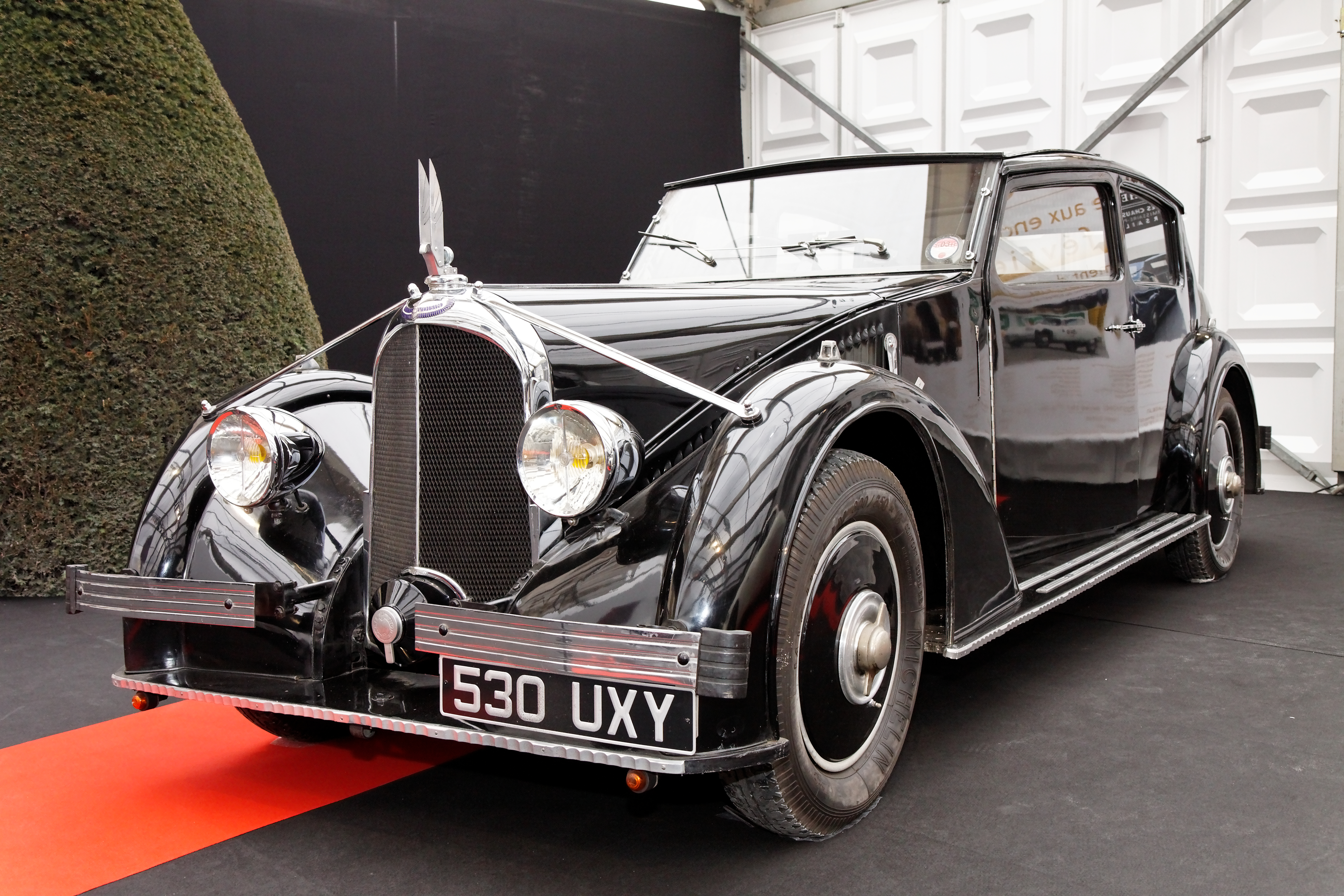
C25 Cimier, coupé 4 places
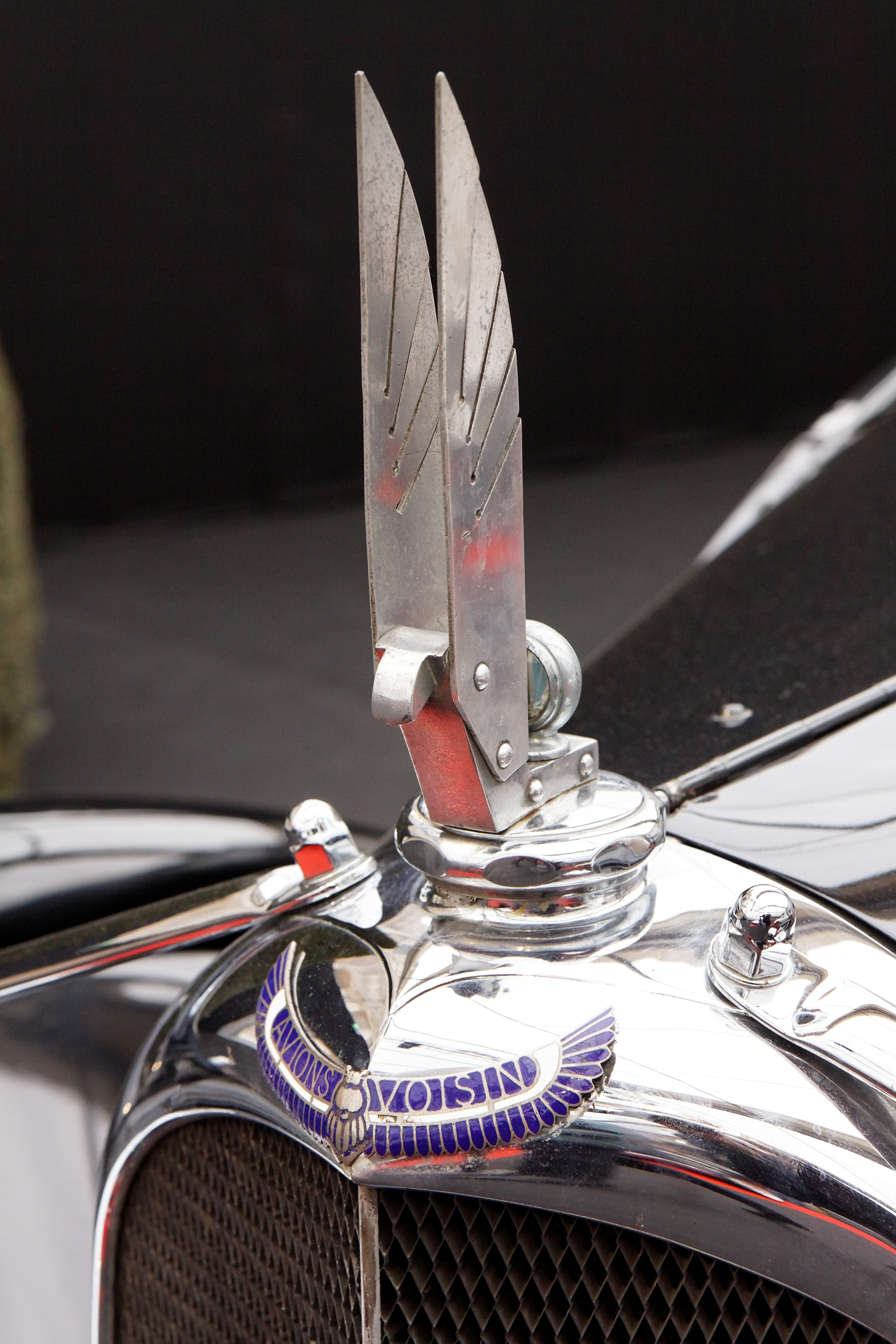
Bouchon de radiateur
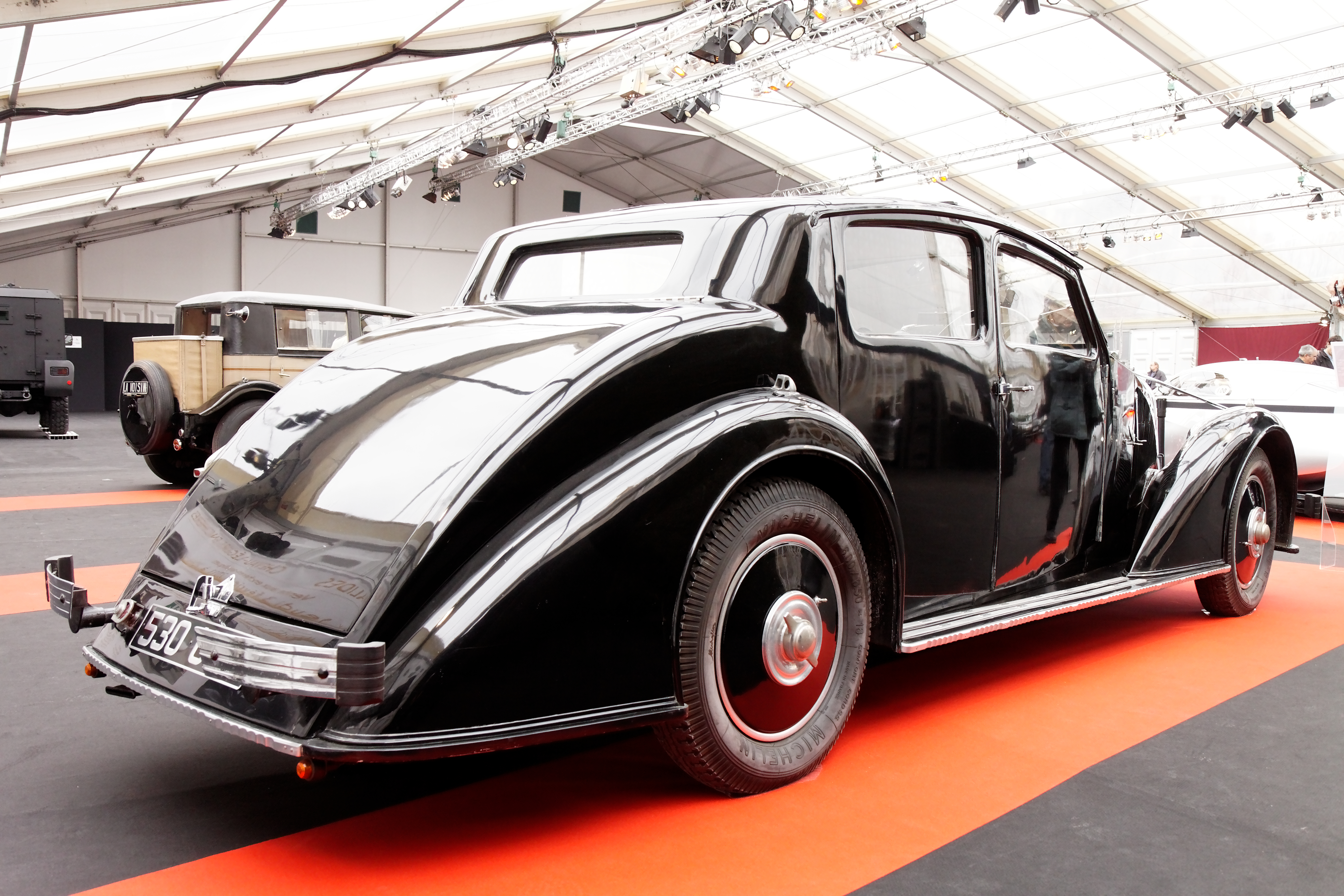
C25 Cimier

Il conçoit cette imposante carrosserie aérodynamique en aluminium, inspirée du monde de l’aéronautique, du style Art déco en vogue de l'époque, et du modernisme de son grand ami architecte Le Corbusier (avec qui il collabore entre autres au plan Voisin de Paris des années 1920), avec tableau de bord inspiré du monde de l’aéronautique, réglage des amortisseurs au tableau de bord, calandre et bouchon de radiateur de la marque, pare-brise « flottant » sans cadre supérieur... 28 châssis de C25 sont construits entre 1934 et 1937, dont sept reçoivent des carrosseries « Aérodyne » de la marque (avec un profil aérodynamique en forme d'aile d'avion inspiré de l'aéronautique, et un toit ouvrant coulissant hydraulique sur rail vers l’arrière fastback, grâce à un système de dépression, des hublots d'avion permettant de conserver la visibilité arrière,). 

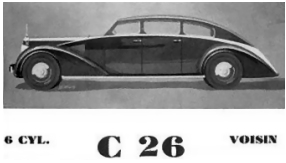
Avions Voisin C26 Limousine (variante)
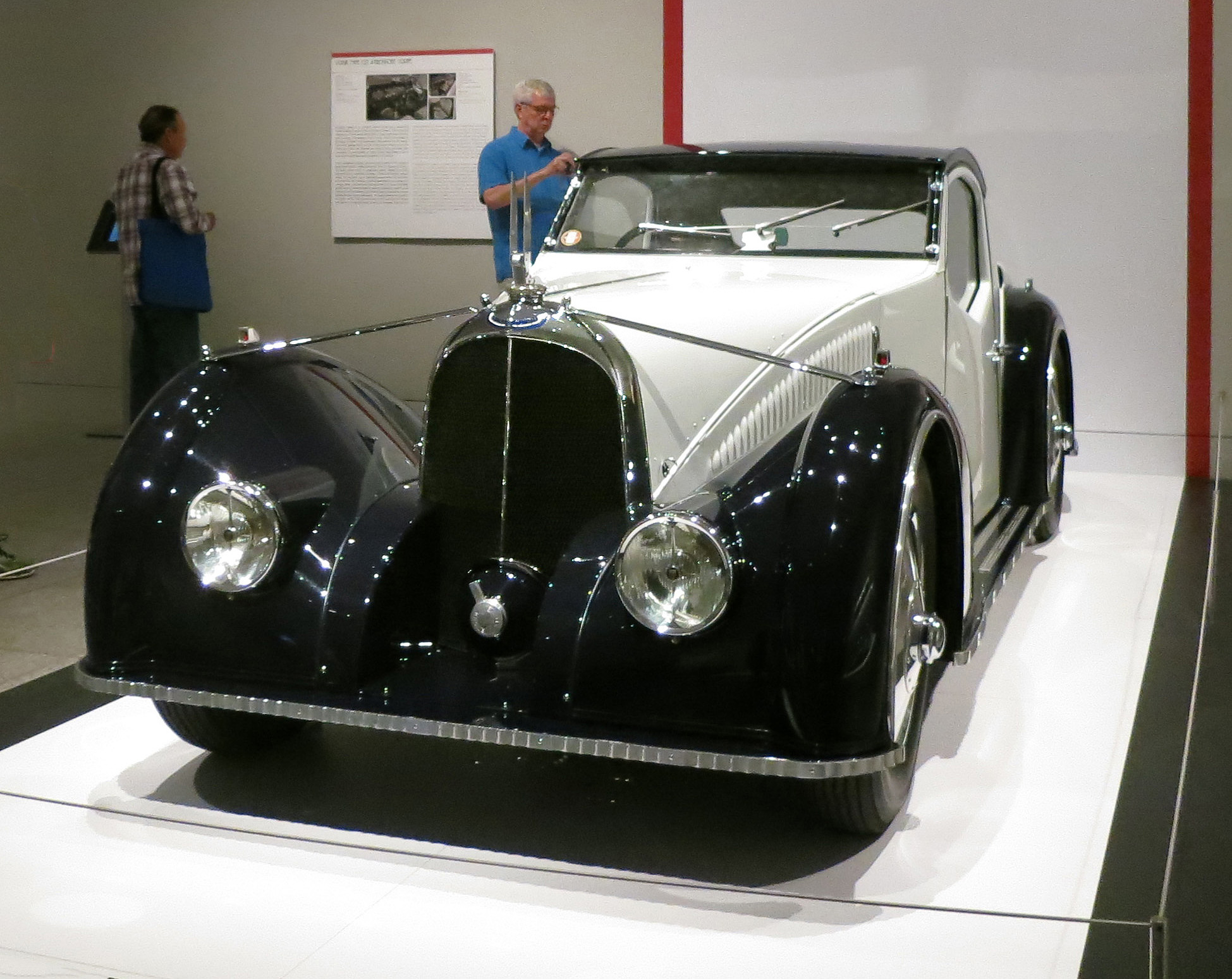
Avions Voisin C27 Aerosport (variante)
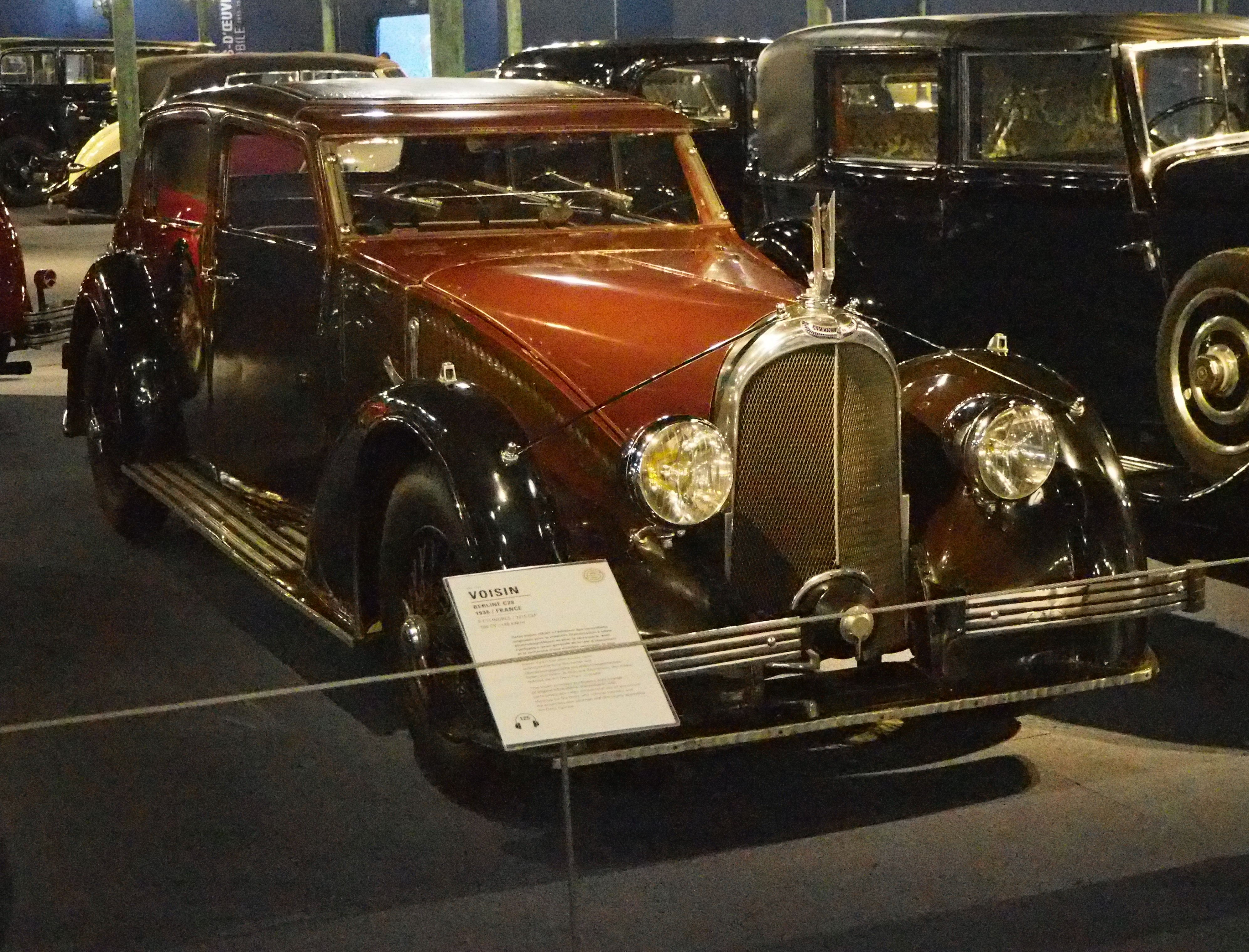
Avions Voisin C28 (variante)

Elle est motorisée par un moteur 6 cylindres en ligne double carburateur Zénith de 3 L pour 100 ch et 130 km/h de vitesse de pointe, ou moteur V12 des modèles Avions Voisin C20 précédents. 
Elle est très peu vendue du fait de son coût très élevé de 88 000 francs de l'époque pour une C25 Aérodyne (contre 70 000 francs pour une Bugatti Type 57, et 22 000 francs pour une Citroën Traction Avant 11 Légère).

## Quelques concours
- 2019 : Chantilly Arts & Elegance Richard Mille 2019, C25  Aérodyne (1935)
- 2011 : Pebble Beach Concours d'Elegance, prix Best of Show remporté par la C25 Aérodyne (1934) de la collection Peter Mullin[9].